# Championnats d'Europe d'aviron 1971
Navigation
Édition précédente Édition suivante
Les championnats d'Europe d'aviron 1971, soixante-troisième édition des championnats d'Europe d'aviron, ont lieu du 15 au 22 août 1971 à Copenhague, au Danemark.

## Palmarès

### Hommes
| Épreuves                | Or | Or            | Argent | Argent        | Bronze | Bronze        |
| ----------------------- | --- | ------------- | --- | ------------- | --- | ------------- |
| Skiff M1x               | Argentine Alberto Demiddi | 6 min 57 s 99 | Allemagne de l'Est Götz Draeger | 7 min 01 s 41 | Nouvelle-Zélande Murray Watkinson | 7 min 02 s 34 |
| Deux de couple M2x      | Allemagne de l'Est Joachim Böhmer Hans-Ulrich Schmied                                                                                       | 6 min 15 s 27 | Norvège Frank Hansen Svein Thøgersen | 6 min 15 s 65 | Union soviétique Nikolai Balenkov Gennadi Korzhikov | 6 min 25 s 20 |
| Deux sans barreur M2-   | Allemagne de l'Est Peter Gorny Werner Klatt                                                                                                 | 6 min 43 s 40 | Tchécoslovaquie Petr Lakomý Lubomír Zapletal | 6 min 48 s 57 | Pologne Jerzy Broniec Alfons Ślusarski | 6 min 51 s 46 |
| Deux avec barreur M2+   | Allemagne de l'Est Wolfgang Gunkel Jörg Lucke Klaus-Dieter Neubert (Barreur)                                                                | 6 min 56 s 94 | Tchécoslovaquie Pavel Svojanovský Oldřich Svojanovský Petr Krchov (Barreur)                                                                                                 | 6 min 58 s 43 | Union soviétique Nikolaï Ivanov Vladimir Yezhinov Aleksandr Lukyanov (Barreur) | 6 min 59 s 59 |
| Quatre sans barreur M4- | Allemagne de l'Est Frank Forberger Frank Rühle Dieter Grahn Dieter Schubert                                                                 | 6 min 00 s 72 | Norvège Svein Nielsen Kjell Johannesen Sverre Tom Amundsen Ole Nafstad | 6 min 03 s 59 | Allemagne de l'Ouest Wolfgang Plottke Franz Held Peter Funnekötter Joachim Werner Ehrig | 6 min 06 s 02 |
| Quatre avec barreur M4+ | Allemagne de l'Ouest Alois Bierl Gerhard Auer Hans-Johann Färber Peter Berger Uwe Benter (Barreur)                                          | 6 min 12 s 82 | Allemagne de l'Est Harold Dimke Manfred Schneider Hartmut Schreiber Manfred Schmorde Dieter Schwarz (Barreur)                                                               | 6 min 14 s 95 | Union soviétique Anuzhavan Gassan-Dzhalilov Volodymyr Sterlik Viktor Suslin Anatoli Fyodorov Igor Rudakov (Barreur)                                                                         | 6 min 14 s 98 |
| Huit W8+                | Nouvelle-Zélande Gary Robertson Trevor Coker Athol Earl Lindsay Wilson John Hunter Dick Joyce Wybo Veldman Tony Hurt Simon Dickie (Barreur) | 5 min 33 s 92 | Allemagne de l'Est Dietrich Zander Hans-Joachim Puls Eckhard Martens Rolf Jobst Reinhard Gust Klaus-Peter Foppke Ernst-Otto Borchmann Bernd Ahrendt Reinhard Zahn (Barreur) | 5 min 34 s 32 | Union soviétique Mindaugas Vaitkus Beniaminas Natsevicius Appolinaras Grigas Tiit Helmya Pavel Solovyov Vladimir Ilyinski Nikolai Sumatishin Alexander Martyzhkin Viktor Misheyev (Barreur) | 5 min 39 s 74 |

### Femmes
| Épreuves                          | Or | Or            | Argent | Argent        | Bronze | Bronze        |
| --------------------------------- | --- | ------------- | --- | ------------- | --- | ------------- |
| Skiff W1x                         | Allemagne de l'Est Anita Kuhlke | 4 min 30 s 75 | France Annick Anthoine | 4 min 34 s 66 | Allemagne de l'Ouest Edith Eckbauer | 4 min 35 s 03 |
| Deux de couple W2x                | Union soviétique Elisaveta Kondrazhina Galina Ermolaeva | 4 min 05 s 55 | Allemagne de l'Est Gisela Jäger Rita Schmidt | 4 min 08 s 13 | Allemagne de l'Ouest Astrid Hohl Bärbel Kornhass | 4 min 09 s 55 |
| Quatre de couple avec barreur W4x | Roumanie Doina Bardas Elisabeta Lazăr Mitana Botez Ioana Tudoran Stefania Gurau (Barreur)                                                                               | 3 min 48 s 39 | Union soviétique Galina Mitroshina Alexandra Botzharova Nadezhda Pronina Tatyana Rakovzhik Ludmila Arsakovskaya (Barreur)                                           | 3 min 50 s 92 | France Josiane Fénié Jeanine Gonneaud Josiane Massiasse Jacqueline Kustner Marie-Hélène Gin (Barreur)                                                           | 3 min 53 s 14 |
| Quatre avec barreur W4+           | Union soviétique Anna Kulezhova Olga Ivanova Tatyana Petrova Yelena Morosova Anna Sichova (Barreur)                                                                     | 3 min 55 s 77 | Roumanie Doina Bălașa Mărioara Singiorzan Elena Necula Teodora Boicu Rodica Iordache (Barreur)                                                                      | 3 min 56 s 45 | Allemagne de l'Est Irmhild Schulz Angelika Noack Ingelore Schweizer Irina Müller Christine Rösch (Barreur)                                                      | 3 min 59 s 66 |
| Huit W8+                          | Union soviétique Larissa Sozkova Nina Filatova Sofia Beketova Valentina Alexeyeva Nina Abramova Yevdokia Ryabova Valentina Rubzova Nina Bistrova Nina Frolova (Barreur) | 3 min 27 s 78 | Allemagne de l'Est Ute Marten Renate Schlenzig Rosel Nitsche Christa Staack Brigitte Ahrenholz Susanne Spitzer Gunhild Blanke Renate Boesler Gudrun Apelt (Barreur) | 3 min 35 s 52 | Roumanie Ecaterina Trancioveanu Elena Necula Elena Oprea Cristel Wiener Florica Petcu Elena Gawluk Marioara Constantin Viorica Lincaru Stefania Gurau (Barreur) | 3 min 41 s 38 |